# Molophilus hexacanthus
Molophilus hexacanthus är en tvåvingeart som beskrevs av Alexander 1924. Molophilus hexacanthus ingår i släktet Molophilus och familjen småharkrankar. Inga underarter finns listade i Catalogue of Life.